# Astylosterninae
Astylosterninae – podrodzina płazów bezogonowych z rodziny artroleptowatych (Arthroleptidae).

## Zasięg występowania
Podrodzina obejmuje gatunki występujące w Afryce Subsaharyjskiej.

## Systematyka

### Podział systematyczny
Do podrodziny należą następujące rodzaje:
- Astylosternus Werner, 1898
- Leptodactylodon Andersson, 1903
- Nyctibates Boulenger, 1904 – jedynym przedstawicielem jest Nyctibates corrugatus Boulenger, 1904
- Scotobleps Boulenger, 1900 – jedynym przedstawicielem jest Scotobleps gabonicus Boulenger, 1900